# Парламентские выборы в Индии (1926)
Парламентские выборы 1926 года состоялись в Британской Индии в период с 28 октября до конца ноября 1926 года, на них избирались депутаты как Центрального Законодательного собрания, так и депутаты законодательных ассамблей провинций. По итогам Партия свараджа одержала победу на провинциальных выборах в Бенгалии и Мадрасе, а также добилась определённых успехов в провинциях Бихар и Орисса. При этом количество мест, завоёванных ей в Центральном Законодательном собрании, снизилось по сравнению с результатом предыдущих выборов.